# Економічне стимулювання
Економі́чне стимулюва́ння або стимулювання економіки — система заходів, що використовує матеріальні засоби з метою спонукання учасників до продуктивної праці для створення суспільного продукту.

## Приклади
Економічне стимулювання раціонального використання запасів — сукупність організаційно-технічних та економічних заходів, які забезпечують оптимальне (або нормативне) з точки зору підприємства, підгалузі, галузі та господарства в цілому видобування запасів корисних копалин з надр при розробці родовищ.